# Jacobo Mansilla
Jacobo Guillermo Mansilla (Castelli, Provincia de Buenos Aires, Argentina; 15 de junio de 1987) es un futbolista argentino. Juega de mediocampista y su equipo actual es  independiente de castelli que disputa la Primeral de chascomus.

## Trayectoria
Jacobo se inició en las juveniles del Club Atlético Independiente. En dicho club solo jugó un encuentro ante Gimnasia y Esgrima de Jujuy, y luego quedó en libertad de acción, después de ser liberado por el rojo de Avellaneda.[cita requerida]
De allí recaló en Club Atlético Brown y Defensores de Belgrano en la Primera B Metropolitana. De aquel último pasó a Quilmes Atlético Club, donde se destacó primero en la Primera B Nacional y luego en primera. De ahí pasó a defender los colores de Colón, donde disputó 34 partidos y anotó un gol.[cita requerida]
Después del descenso del Sabalero, recaló en Club Olimpo de Bahía Blanca.[cita requerida]

## Clubes
| Club                   | País                | Año                 | PJ  | Goles | Prom. |
| ---------------------- | ------------------- | ------------------- | --- | ----- | ----- |
| Independiente          | Argentina           | 2007-2008           | 1   | 0     | 0,00  |
| Brown de Adrogué       | Argentina           | 2008-2010           | 70  | 10    | 0,14  |
| Defensores de Belgrano | Argentina           | 2010-2011           | 42  | 11    | 0,26  |
| Quilmes                | Argentina           | 2011-2013           | 66  | 7     | 0,11  |
| Colón                  | Argentina           | 2013-2014           | 34  | 1     | 0,03  |
| Olimpo                 | Argentina           | 2014-2016           | 64  | 3     | 0,05  |
| Newell's Old Boys      | Argentina           | 2017                | 9   | 0     | 0,00  |
| Tigre                  | Argentina           | 2017-2018           | 14  | 1     | 0,07  |
| San Luis de Quillota   | Chile               | 2018                | 12  | 0     | 0,00  |
| Patronato              | Argentina           | 2019                | 7   | 0     | 0,00  |
| Gimnasia de Mendoza    | Argentina           | 2019-presente       | 3   | 1     | 0,33  |
| Total en su carrera    | Total en su carrera | Total en su carrera | 322 | 34    | 0,11  |

## Palmarés

### Otros logros
|                                                                                            |
| - Subcampeón y ascenso a la Primera División con Quilmes en la Primera B Nacional 2011-12. |